# Ulica Jerzego Giedroycia w Kijowie
Ulica Jerzego Giedroycia – ulica w rejonach hołosijiwskim i peczerskim w Kijowie. 
Biegnie od ulic Wasyla Tiutiunnyka i Jana Pawła II do ulicy Kazimierza Malewicza. Przecina ulice Predsławianską, Wełyką Wasilkiwską i Antonowycza.

## Historia
Ulica powstała na początku XIX wieku i początkowo nosiła nazwę Zwiriniecka; ponieważ prowadziła w kierunku przedmieścia Zwiryniec. W 1901 roku została przemianowana na Twerską.
29 listopada 2018 roku Rada Miasta Kijowa nadała tej ulicy nazwę na cześć Jerzego Gedroycia, polskiego publicysty, ideologa współpracy polsko-ukraińskiej. Decyzja weszła w życie po jej oficjalnej publikacji w gazecie „Chreszczatyk”.
Część ulicy, pomiędzy skrzyżowaniami z ulicami Antonowycza i Kazimierza Malewicza jest wyłączona z ruchu pojazdów, dostępna wyłącznie dla pieszych (od lat 80. XX wieku).

## Zabytki
Zabytkiem jest budynek nr 7 - dawny szpital I.B. i W.W. Babuszkinów. Budynek w stylu eklektycznym został wzniesiony w latach 1911–1912 według projektu architekta Martyna Kluga na zlecenie Iwana Babuszkina, kijowskiego cukrownika i filantropa. Początkowo w budynku mieścił się szpital chirurgiczny z oddziałem poliklinicznym, w czasach sowieckich mieściły się w nim różne placówki medyczne, następnie oddział położniczy Szpitala Kolejowego Południowo-Zachodniego. Obecnie jest to główny budynek administracyjny Kolei Ukraińskich.